# Louis Prima
 (septembre 2022).
Si vous disposez d'ouvrages ou d'articles de référence ou si vous connaissez des sites web de qualité traitant du thème abordé ici, merci de compléter l'article en donnant les références utiles à sa vérifiabilité et en les liant à la section « Notes et références ».
Louis Leo Prima, né le 7 décembre 1910 à La Nouvelle-Orléans et mort le 24 août 1978 dans la même ville, est un chanteur, auteur-compositeur et trompettiste de jazz américain. 
Il a collaboré à la réalisation de plusieurs films de Disney en tant qu'acteur. Surnommé « Le Roi des swingers » (King of the Swingers), Louis Prima épouse les tendances musicales de son temps en intégrant un orchestre New Orleans de sept musiciens dans les années 1920, puis un combo swing dans les années 1930, un big band dans les années 1940, un orchestre lounge à Las Vegas dans les années 1950 et un orchestre pop-rock dans les années 1960. Dans chacune de ces explorations musicales, il fait preuve d'une exubérante personnalité mélodieuse.

## Biographie
Louis Prima est né dans une famille de musiciens de La Nouvelle-Orléans. Sa famille avait émigré de Sicile et s'était installée aux États-Unis après un bref séjour en Argentine. Son frère aîné, Leon était un chef d'orchestre localement connu.
Enfant, Louis Prima étudie le violon pendant sept ans, et gagne le premier prix dans un concours de violonistes amateurs. Il se met alors à la trompette. Il monte son premier groupe à douze ans avec son frère.
Sa carrière est prolifique et mouvementée, Louis Prima changeant continuellement de port d'attache, d'épouse et de maison de disques. En 1932, il part pour Cleveland avec sa première femme Louise Polizzi, puis à Chicago en 1933 où il enregistre, sous le nom du Hotcha Trio, ses premiers disques pour le label Bluebird : Chinatown et Dinah. Il se rend en 1934 à New York où il crée le septette Louis Prima & his New Orleans Gang. Ils enregistrent pour Brunswick et se produisent dans les clubs de jazz les plus prestigieux de la 52e rue. Puis il s'en va pour Los Angeles, où il apparaît dans plusieurs films.
En février 1936, il écrit une de ses meilleures compositions : Sing, Sing, Sing, rendue célèbre par Benny Goodman. Ensuite, en 1938, il fait l'aller-retour jusqu'à New York pour enregistrer chez Decca Records. Ayant signé chez Varsity en 1940, il rebaptise son groupe momentanément Louis Prima & his Gleeby Rhythm Orchestra.
En 1943, il enregistre pour l'armée américaine une version arrangée de Just a Gigolo (chanson datant de 1928). Il transforme la chanson originale en y incorporant un tube blues des années 1930, I Ain't Got Nobody (en). Ce sera son plus grand succès.
Suivront Banana Split for My Baby, You Rascal You (adaptée en France par Serge Gainsbourg sous le titre Vieille Canaille), ou encore Angelina.
Il ré-enregistre Just a Gigolo pour la firme Majestic Records (en) à la fin de la guerre, puis à nouveau pour Capitol Records en 1956. 
Après un passage chez RCA Victor, il signe en 1949 chez Mercury Records où il commence une carrière en duo avec la chanteuse Keely Smith qui sera aussi sa quatrième femme. En 1951, il possède sa propre firme Robin Hood et signe parallèlement chez Columbia. En 1954, lui et Keely Smith ont un show à Las Vegas. Ils enregistrent un autre tube en 1958 chez Capitol Records : That Old Black Magic (en), qui leur apporte un Grammy Award, puis divorcent en 1961.
Il prête sa voix au célèbre singe du Livre de la jungle : le Roi Louie inspiré directement de Louis Prima et de son orchestre qui bouge sur scène comme les singes de la scène du film. Il interprète la chanson Je voudrais être comme vous (I Wanna be Like You) dont les paroles commencent par « Now I'm the king of the swingers » qui est le surnom de Louis Prima (King of the swingers).
Louis Prima se marie une dernière fois et continue de chanter sans relâche, mais le succès n'est plus au rendez-vous.
Opéré pour une tumeur au cerveau en octobre 1975, il tombe dans le coma pour trois ans, avant de mourir à La Nouvelle-Orléans le 24 août 1978. Sa veuve meurt en 2013 à 72 ans.

L'épitaphe sur sa tombe reprend quelques paroles de sa chanson Just a Gigolo : 

« Quand viendra la fin
Je sais
Ils diront : « C'est juste un gigolo »
Pendant que la vie continue
Sans moi »

## Reprises
Le titre "Just a Gigolo" connaîtra une reprise par les Village People en 1978 et par David Lee Roth (chanteur du groupe Van Halen) dans les années 1980, et une adaptation française par Carlos ("J'suis juste un rigolo").